# Ashley Engle
Ashley Lauren Engle (Yorba Linda, 26 gennaio 1988) è una pallavolista statunitense.
Gioca nel ruolo di schiacciatrice e opposto nel Sarıyer.

## Carriera
La carriera di Ashley Engle inizia nel 2006 con la squadra della sua università, la University of Texas at Austin, dove resta per quattro stagioni, disputando anche una finale della NCAA Division I, persa nel 2009 contro la Penn State University.
Nella stagione 2010-11, va a giocare nel Voleybol Klubu Bakı, squadra del campionato azero. Nella stagione 2011-12 viene ingaggiata dall'Associazione Sportiva Rota Volley di Mercato San Severino, in Italia, con la quale disputa il campionato di Serie A2; nel corso della stagione viene convertita dal ruolo di palleggiatrice a quello di opposto. Nella stagione 2012-13 viene ingaggiata dal Cuatto Volley Giaveno, squadra neopromossa in Serie A1; a gennaio del 2013 si trasferisce in Turchia al Sarıyer fino al termine della stagione.

## Palmarès

### Premi individuali
- 2007 - NCAA Division I: Gainesville Regional All-Tournament Team
- 2009 - NCAA Division I: Omaha Regional All-Tournament Team
- 2009 - NCAA Division I: Tampa National All-Tournament Team